# Phare de Ned Point
Le phare de Ned Point (en anglais : Ned Point Light) est un phare actif situé à Mattapoisett dans le Comté de Plymouth (État du Massachusetts).
Il est inscrit au Registre national des lieux historiques depuis le 15 juin 1987 .

## Histoire
Construite en 1819, sa tour est un exemple bien préservé d’un phare en maçonnerie du début du XIXe siècle.
Sippican Harbor est une crique profonde située au large de la baie de Buzzards sur la côte sud du Massachusetts, entre Charles Neck Point à l’ouest et Butler Point à l’est, toutes deux situées dans la ville de Marion. Environ 800 m au sud de Butler Point se trouve Bird Island, une pointe de terre de 1,2 hectare servant principalement de site de nidification pour les oiseaux. Le phare de Bird Island est situé près du centre de l'île.
La tour a été construite lors de la première installation de la lumière en 1819 et était accompagnée d'une demeure de gardien en pierre attenante. Trois mois après avoir été mis en service, il a été gravement endommagé par une tempête. Il a de nouveau été gravement endommagé le 8 septembre 1869 et a été réparé.
Il a été désactivé par l'USCG en 1933. Tous les bâtiments, à l'exception de la tour, ont été détruits lors de l'ouragan de Nouvelle-Angleterre (1938). En 1940, l'île passa aux mains de particuliers et fut acquise par la ville de Marion en 1966. La lumière fut brièvement allumée en 1976 après avoir été restaurée par la société historique locale. La Bird Island Preservation Society a été créée en 1994 et le 4 juillet 1997, le feu a été rallumé en tant qu'aide privée à la navigation.
L'île, mais pas la tour, est ouverte aux visiteurs, sauf pendant la saison de nidification de la Sterne de Dougall, une espèce en voie de disparition.

## Description
Le phare  est une tour cylindrique en maçonnerie, avec une galerie et une lanterne de 12 m de haut. La tour est peinte en blanc et rouge. Son feu isophase émet, à une hauteur focale de 12,5 m, un éclat blanc de 3 secondes par période de 6 secondes. Sa portée est de 12 milles nautiques (environ 22 km).

## Caractéristiques dufeu maritime
Fréquence : 6 secondes (W)
- Lumière : 3 secondes
- Obscurité : 3 secondes

Identifiant : ARLHS : USA-533 ; USCG : 1-17095 - Amirauté : J0504.
|           |
| Ned Point |

|          |
| Le phare |

### Lien connexe
- Liste des phares du Massachusetts